# Armand Jean du Plessis de Richelieu
Armand Jean du Plessis de Richelieu, közismert nevén: Richelieu bíboros vagy a „Vörös Eminenciás” (Párizs, 1585. szeptember 9. – Párizs, 1642. december 4.) francia államférfi és római katolikus főpap.

## Ifjúsága
Richelieu családja a poitou-i kisnemesek közé tartozott. Szüleinek 6 gyermeke született (3 fiú és 3 lány), Armand volt a harmadik fiú.
Apja, François du Plessis, Richelieu ura, katonaként és udvaroncként szolgálta a királyt, és 1619-ben megkapta a marsalli (Grand Prévôt de France) tisztséget. Anyja, Susanne de La Porte, egy híres jogásznak volt a lánya. Alphonse nevű bátyja szintén bíborosi rangot töltött be.
Csaknem nyolc hónappal születése után, 1586. május 1-jén keresztelték meg a párizsi Saint-Eustache templomban. A leendő bíboros két keresztapja Franciaország két marsallja: Armand de Biron (Poitou kormányzója) és Jean d'Aumont volt, innen kapta az Armand Jean nevet.
Amikor 5 éves volt, apja a francia vallásháborúk során meghalt, rengeteg adósságot hagyva maga után. Armand Jean de Richelieu-t ezután anyja nevelte. Eleinte apja nyomdokaiba szeretett volna lépni, és katonának készült, de a család, elsősorban anyagi okokból, végül a papi pályára küldte. Már 19 éves volt, amikor kérvényezte püspökké avatását a családi tulajdonban lévő Luçoni egyházmegyébe, ez azonban nem volt könnyű, hiszen akkoriban csak 26 évesen számítottak nagykorúnak a fiatalok. Végül, királyi támogatással Rómába utazott, ahol megkapta a felmentést, és hazatérve, 22 éves korában, 1607 áprilisban (5 évvel előbb, mintsem ezt a kánoni jog megengedte) pápai diszpenzáció alapján püspökké szenteltette magát. 1607 augusztusában letette a teológiai vizsgát és 1608 decemberében elfoglalhatta a megyés püspöki széket. Nem szerette egyházmegyéjét annak szegénysége miatt, ezért ideje nagy részét a családjával töltötte a Richelieu-birtokon vagy Párizsban.
Bátyja, Henri révén bekerült IV. Henrik kíséretébe, kapcsolatot épített ki a királlyal és az udvar néhány nagyobb méltóságával is. 
IV. Henrik francia király figyelmét az 1608 húsvét ünnepén mondott prédikációjával vonta magára, mire a király egy ízben politikai kérdésekben tanácsért fordult hozzá. 1610-ben a papirend gyűlésébe választották és ezzel vette kezdetét nyilvános szereplése is.
1612-ben ismerte meg és fogadta bizalmasává a korábban szintén katonáskodó, François Leclerc du Tremblay („József atya”) nevű kapucinus szerzetest, aki aztán egész életében bizalmasa maradt, és gyakran teljesített diplomáciai és egyéb titkos megbízatásokat. Később, papi öltözetük színe után Richelieu-t „vörös eminenciásként”, József atyát „szürke eminenciásként” emlegették az udvarban.

## Út a hatalom felé

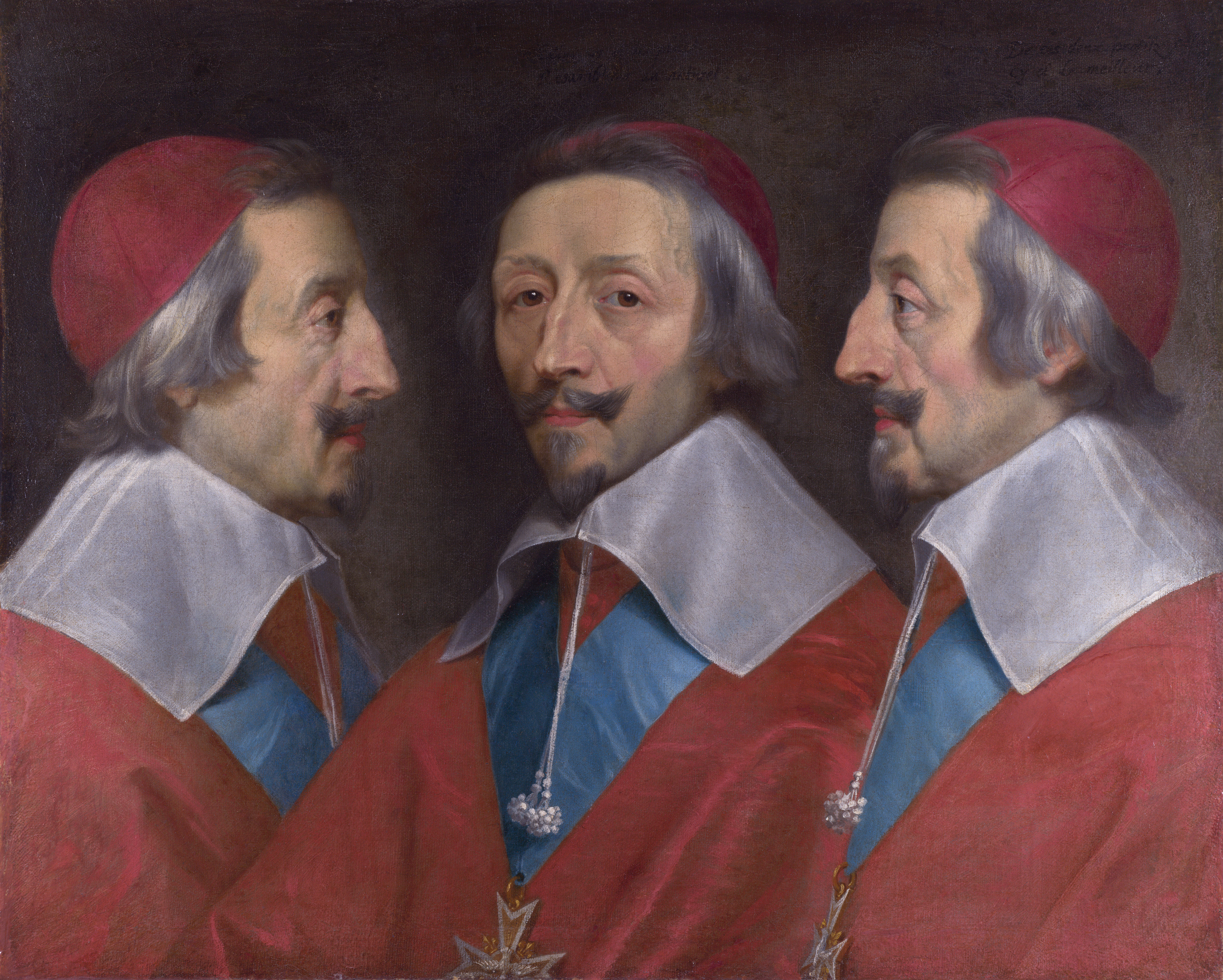
A sokarcú Richelieu (Philippe de Champaigne festménye, 1637)

Miután François Ravaillac; egy fanatikus katolikus szerzetes, 1610-ben meggyilkolta IV. Henrik királyt, a kiskorú XIII. Lajos helyett egy ideig az özvegy királyné, Medici Mária kormányozta régensként az országot. Tette ezt annak ellenére, hogy IV. Henrik végrendeletben kötötte ki, hogy halála esetén a kiskorú király helyett az országot egy régensi tanács kormányozza, és ne egyedül a királyné. A végrendeletnek ezt a rendelkezését Medici Mária a párizsi Parlement-nal (az akkori legfelsőbb bírósággal) megsemmisíttette. Armand Jean kapcsolatot keresett a királynéhoz, hogy kegyeibe férkőzhessen.
1614-ben Richelieu képviselte a Poitou környéki papokat a Rendi Gyűlésben, ahol kiállt a papság (az első rend) jogai mellett. Később az első rend – eltekintve még mindig fiatal korától – őt választotta szóvivőjévé.
A karrierjét végül Concino Concini, Medici Mária királyné olasz kegyence, a legnagyobb hatalommal rendelkező miniszter egyengette, aki Richelieu-t 1616-ban államminiszterré nevezte ki, és megtette a külügyek irányítójává. Néhány évvel később a majdani XIII. Lajos nagykorú lett, és az anyakirálynét száműzték egy kisebb franciaországi birtokra.

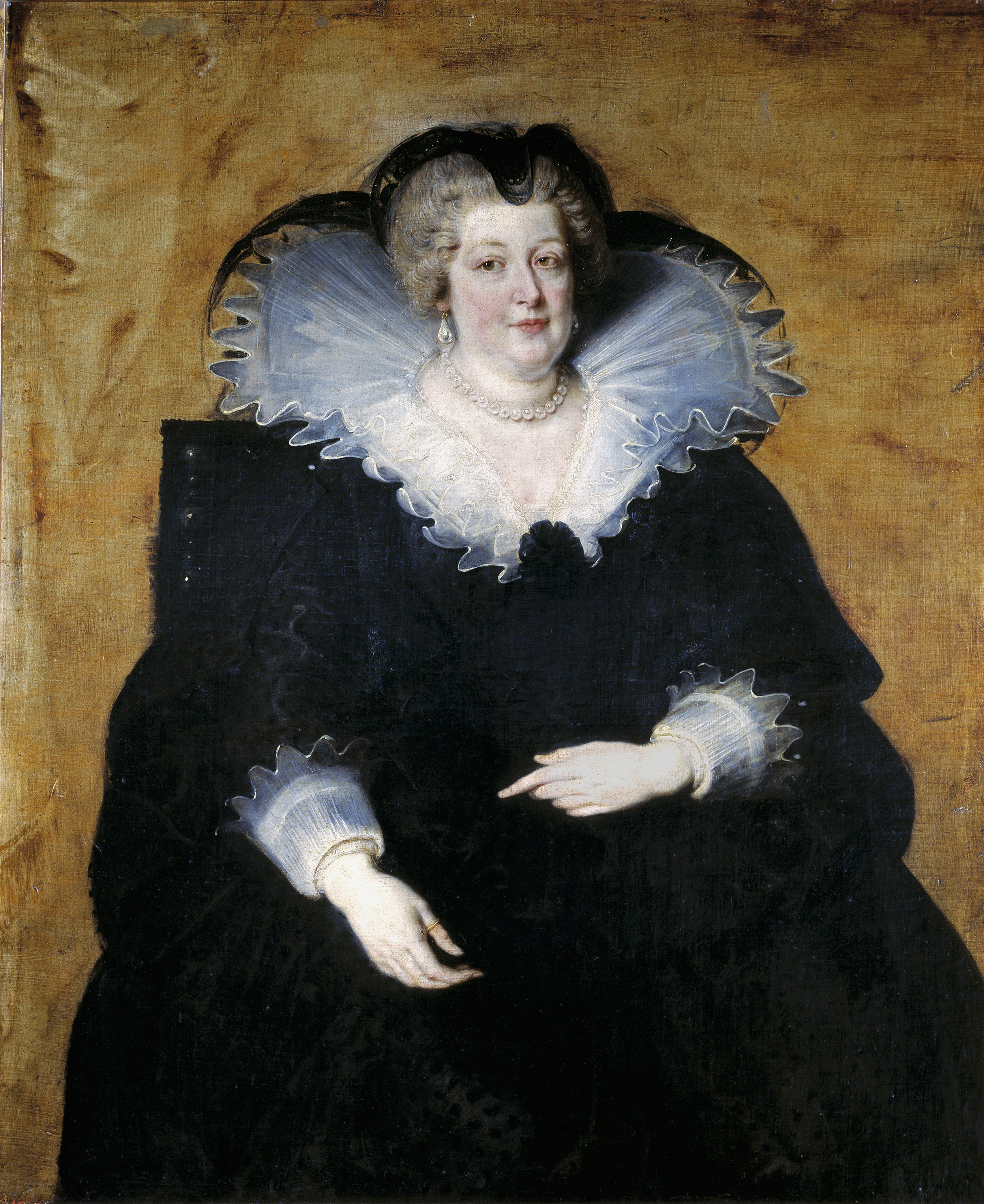
Medici Mária királyné

1614-ben XIII. Lajost királlyá koronázták, de az állam ügyeit a háttérből továbbra is az anyakirályné irányította. A főnemesek nem nézték jó szemmel az „olaszok” ténykedéseit, és összeesküvést szőttek. 1617-ben sikerült elérniük a kiskorú királynál, hogy adjon ki letartóztatási parancsot Concini ellen. Mivel Concini „ellenállást” tanúsított, az őrség vezetője közvetlen közelről háromszor fejbe lőtte, majd leszúrta, az őrség többi tagja pedig megrugdosta a kegyenc földi maradványait. Concinit titokban temették el, ám sírjának helye kitudódott, a nép kiásta holttestét, kiherélte, darabokra szaggatta, egy részét elégette, a többit a kutyáknak vetette. Concini feleségét, Leonora Galigait az állam pénzének öncélú felhasználása (és boszorkányság?) vádjával kivégezték, vagyonát (egyben volt férjének vagyonát is) az állam elkobozta. Így, miután XIII. Lajos megszabadult a hatalom valódi birtokosától, az anyakirályné védencétől, ténylegesen is átvehette országa irányítását. A hatalomváltás Richelieu-t is kegyvesztetté tette, a király parancsára 1618-ban Avignonba száműzték, ahol írásnak szentelte az idejét.

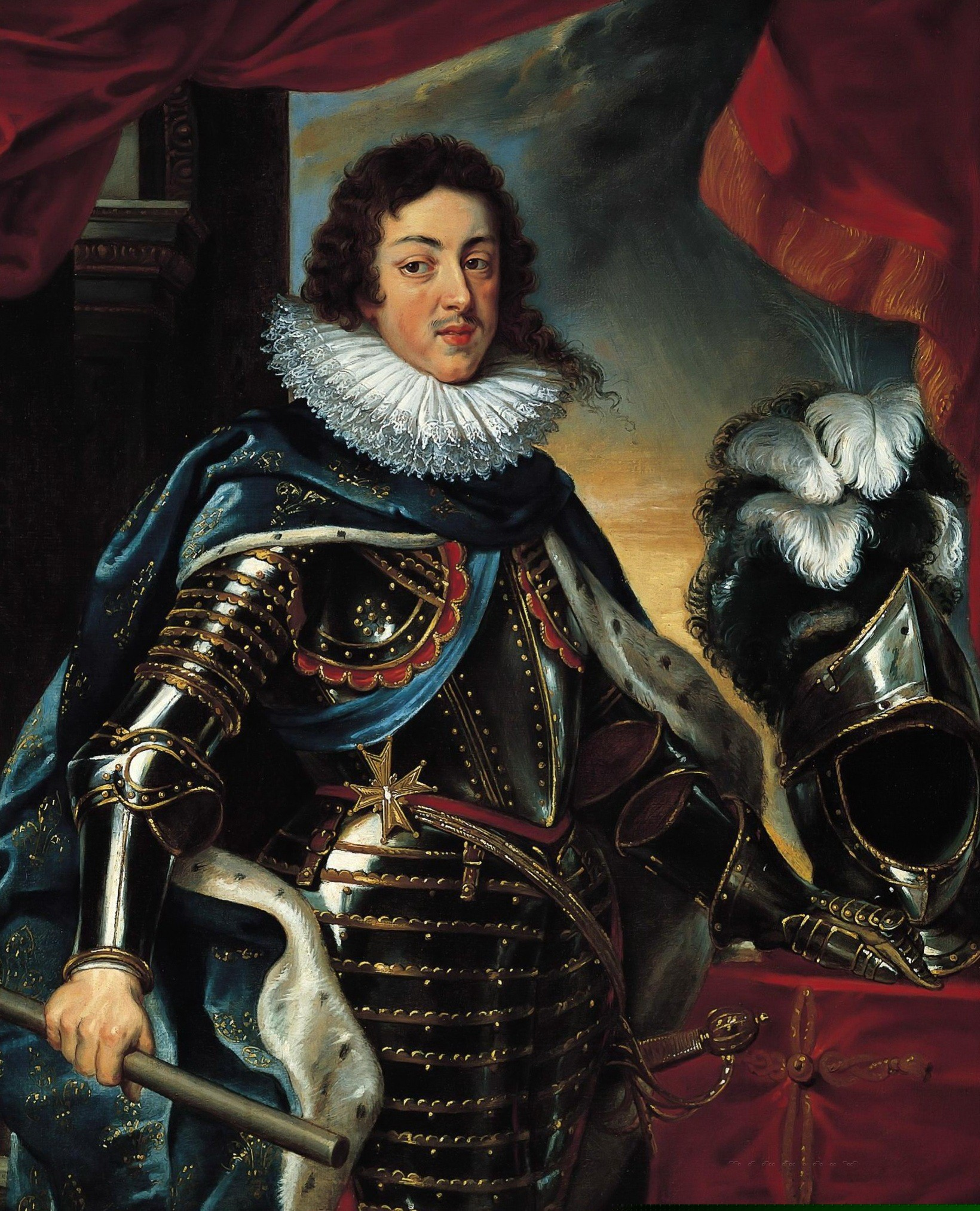
Az ifjú XIII. Lajos

1619-ben Medici Mária megszökött a blois-i várbörtönből, és egy főnemesi lázadás élére állt. Ekkor fia, a király és az anyakirályné fő tanácsosa, Charles d’Albert de Luynes márki, a korábbi összeesküvők vezére, Richelieu-t kérte fel közvetítésre. A békéltetés sikerült, az angoulême-i szerződés értelmében Lajos visszaadta az anyakirályné teljes szabadságát, és helyet biztosított neki a koronatanácsban. Cserébe az anyakirályné vállalta, hogy nem tör fia hatalmára. Luynes márkit a király hercegi rangra emelte.

## Hatalma csúcsán
Luynes hercege 1621-ben meghalt, és ezzel megnyílt az út Richelieu számára a hatalom csúcsai felé. 1622-ben a király bíborosi kalapot kért Rómától Richelieu-nek, mely kérést XV. Gergely pápa készségesen teljesítette. A hugenották lázongásai miatt a királynak kapóra jött az újdonsült bíboros tapasztalata és tájékozottsága. 1624-ben a minisztertanács tagjává nevezték ki, de ő nem elégedett meg ezzel, intrikákkal próbálta kiütni a főminiszteri tisztségből Károlyt, Vieuville hercegét. Még abban az évben, augusztusban, Vieuville-t korrupciós vádakkal letartóztatták, és Richelieu lett a király főminisztere.
XIII. Lajos nem szerette ezt a lángésszel megáldott minisztert, akinek tehetsége a király szerény talentumát sokszorosan felülmúlta; ugyanakkor Lajos meg volt győződve arról, hogy Franciaország és a monarchia érdekeit Richelieu-nél jobban senki sem képes megvédeni és érvényesíteni. Ezért a király leküzdötte saját dicsvágyát, meghagyta Richelieu-t a fő hatalom birtokában, sőt önmagát is alávetette a vaskezű főminiszter intézkedéseinek.

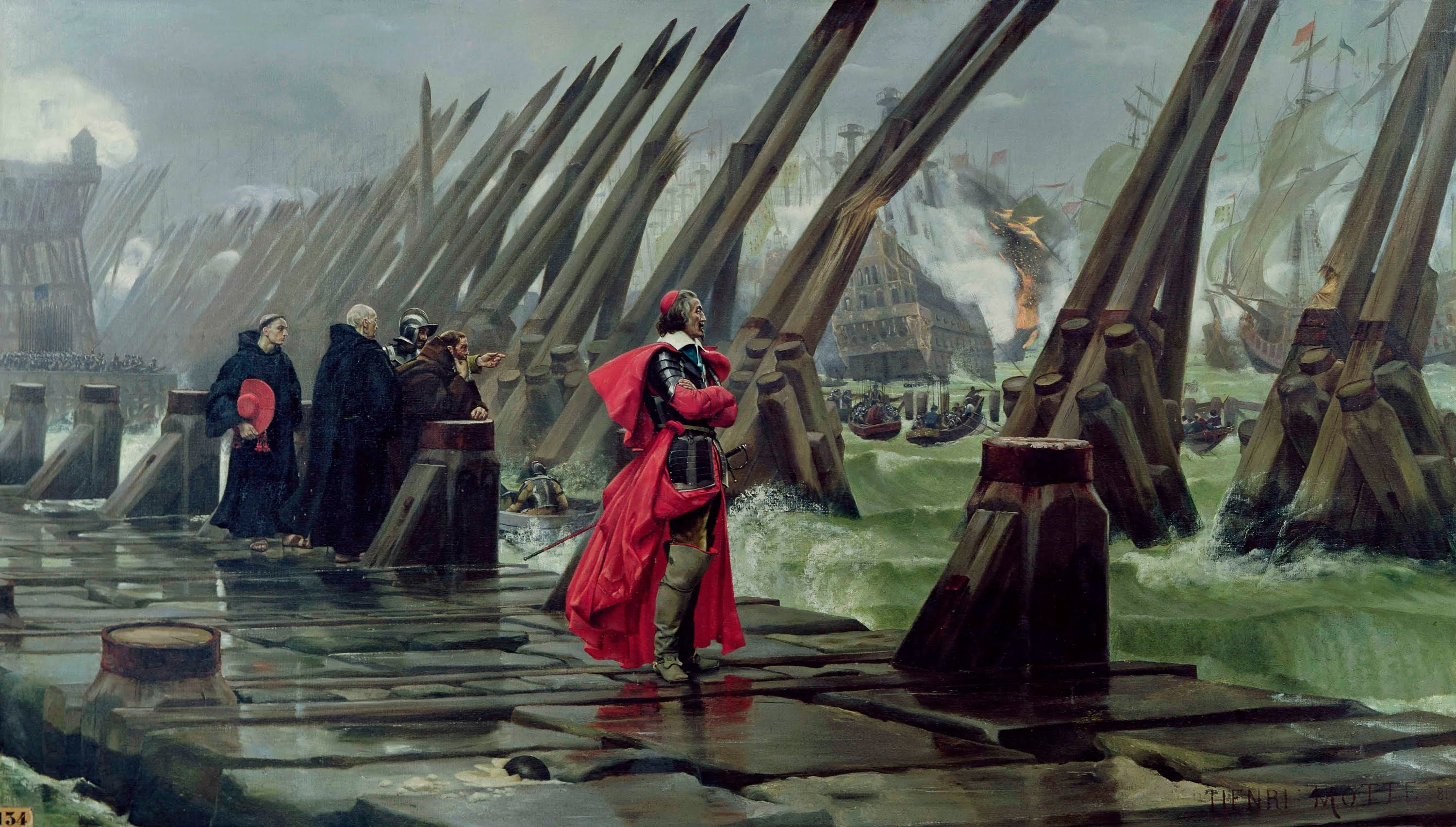
Richelieu La Rochelle ostrománál (Henri-Paul Motte festménye, 1881)

Midőn a politikai kiváltságaikat féltő hugenották 1625-ben fegyvert fogtak, Richelieu kemény ostrom alá vette fő támaszpontjukat, La Rochelle városát. A kikötőt blokáddal zárta le. Sem Guiton hősies védelme, sem Buckingham herceg, angol főminiszter felszabadítási kísérlete nem volt képes a fontos várat megmenteni, mely 1628. november 1-jén kaput nyitott Richelieu és a király előtt. Miután Languedoc-ban is megtörte a hugenották erejét, a nîmes-i rendeletben (1629) megújította ugyan a protestánsok vallásszabadságát, de politikai kiváltságaiknak véget vetett.
Közben folytatta a háborút a spanyolok ellen; elérte, hogy a milánói spanyol helytartóhoz tartozó Veltlinből elűzte a spanyolokat és így tovább emelje Franciaország tekintélyét. 1626. május 10-én békét kötött ugyan Spanyolországgal, melyet azonban nem tekintett tartósnak. A katolikus és a hugenotta főnemesek összeesküvést szőttek a gyűlölt miniszter ellen; az ellenzéket XIII. Lajos saját öccse, a trón várományosa, Gaston orléans-i herceg vezette, mögötte Henri de Condé marsall, Ornano marsall, Henri de Talleyrand, Chalais grófja (Lajos király egyik bizalmas embere), a két Vendôme herceg (IV. Henrik természetes fiai) és más nagyurak állottak. De Richelieu nem riadt vissza; a királyt megnyervén, Chalais grófját lefejeztette, másokat elzáratott.
Időközben újabb spanyol háború közeledett, melyet a mantovai örökösödési per váltott ki (a Gonzaga-ház kihalása nyomán). Richelieu a francia Nevers herceg részére követelte az örökséget, és rávette XIII. Lajost, hogy seregével személyesen keljen át az Alpokon, erre a király 1629-ben csakugyan vállalkozott is. Susa bevétele volt e hadjárat gyümölcse. 1630-ban pedig Richelieu szállt hadba, megszállta Pignerolt és Chambéry-t, azaz gyakorlatilag egész Savoyát, mire Mazarini pápai nuncius közvetítésével a cherascói békeszerződésben (1630) Mantovát Nevers hercegnek és a francia befolyásnak biztosította.
Német földön ekkor már javában folyt a harmincéves háború. II. Ferdinánd császár hadvezére, Wallenstein tábornagy éppen leverte a német protestánsokat, és ezt a sikert a visszatérítési rendelet kiadására használta fel. Úgy látszott, mintha a német Habsburgok világhatalma immár biztosítva volna. Ekkor Richelieu a regensburgi birodalmi gyűlésen Miksa bajor fejedelmet és a Katolikus Liga tagjait bujtogatta Ferdinánd császár ellen, azután pedig Charnacé követe által II. Gusztáv Adolf svéd királyt rávette, hogy a levert német protestánsokat támogassa. Az eretnekkel való szövetkezés azonban annyira bosszantotta Richelieu ellenfeleit, hogy újabb összeesküvést szőttek, melyben maga az özvegy királyné, Gaston herceg, Marie de Chevreuse hercegné, a Marillac testvérek, a lotaiai herceg és pártja, elsősorban pedig, bár titokban, a spanyol udvar vettek részt. Már biztosnak vették a gyűlölt bíboros bukását, sőt Medici Mária francia királyné 1630. november 11-én fia, a király jelenlétében éreztette Richelieu iránti megvetését. A király azonban közmeglepetésre most sem ejtette miniszterét, sőt ellenkezőleg: az összeesküvők ellen fordult (journée des dupes), mire a királyné és öccse a Spanyol-Németalföldön kerestek menedékhelyet, az egyik Marillac a börtönbe, a másik, a tábornok, nemkülönben a spanyolok által lázadásra bírt II. Henri de Montmorency herceg, Languedoc kormányzója a vesztőhelyre kerültek. Richelieu most is teljes diadalt aratott ellenfelein.
Nem kevesebb siker koronázta külpolitikáját. Gusztáv Adolf halála után ő lett a német protestánsok protektora, akik vele, illetőleg Feuquières francia követtel 1633-ban Heilbronnban védő és támadó szövetségre léptek. Még 1633-ban a francia csapatok megszállták Lotaiát és több elzászi várat. A svédek nördlingeni csatavesztése után Richelieu Oxenstierna svéd kancellárral is kötött védelmi és támadó szövetséget, melynek értelmében a svédek a Rajna bal partján számos várat átengedtek a franciáknak.
Miután Richelieu már Bethlen Gáborral is folytatott alkudozásokat, 1635 óta D’Avaux lengyel követ és Meerboth Henrik német protestáns pap által I. Rákóczi György erdélyi fejedelmet is iparkodott a Habsburg-ház ellenfeleinek táborába csalogatni, de bár Bisterfeld kétszer is járt Párizsban, Du Bois d’Avaugour pedig Gyulafehérvárott: a szövetkezés pénzügyi, valamint a Porta által okozott nehézségek folytán ez idő szerint még nem jött létre. 1635-ben Spanyolország nyíltan a harcoló felek soraiba elegyedett és ekkor a pireneusi s a németalföldi határ, a Közép-Rajna melléke, Észak-Itália és Graubünden egyszerre csatazajtól volt hangos. A francia szolgálatba szegődött Weimari Bernát váratlan halála következtében (melyben sokan Richelieu kezét látták működni), Bernát hódításai (Elzász, Breisach) a franciák kezére jutottak, akik Bernátnak árván visszamaradt katonáit is zsoldjukba fogadták (1639). Valamivel utóbb a Nagy Condé és Turenne marsall csillaga tűnt fel a francia hadtörténet egén. 1640-ben ugyan Casale és vele egész Savoya spanyol-császári kézre került, ám Richelieu ravaszsággal és csellel megosztotta ellenfeleit. Pártfogásába vette a katalóniai és portugál felkelőket, amint a háttérben az angol-skót ellenzéket is szította nehogy az I. Károly király által kiépülő angol királyság megzavarja Franciaország kontinentális érdekeit. Miután még a Cinq-Mars és De Thou-féle összeesküvést is véresen elnyomta; mialatt a franciák Türingiáig és Frankoniáig győztesen nyomultak és szövetségeseik, a svédek Lennart Torstenson vezetésével Lipcse mellett nagy győzelmet arattak a császáriak fölött: a már régen gyöngélkedő, köszvényben sínylődő államférfi meghalt. A király néhány héttel később a halálba is követte. Jules Mazarin, akit Richelieu halálos ágyán utódnak szemelt ki, a mestere által kijelölt úton haladt tovább, és a vesztfáliai békekötéssel (1648) betetőzte Franciaország nagyhatalmi befolyását Európában, melynek Richelieu rakta le alapkövét.
Richelieu az irodalom és a művészet körül is szerzett érdemeket. Nagylelkű pártfogója volt az íróknak (kivéve a politikai szabadság előharcosainak, akiket a Bastille-ba záratott) és pazarul jutalmazta a művészeket és a színészeket. Új és kényelmes hajlékot emelt a Sorbonne-nak és megalapította a francia akadémiát, melynek a francia nyelv fejlesztését szabta fő feladatává. Megérte még azt az időt, hogy politikai sikerei hatása alatt a francia nyelv lett a diplomácia nyelve egész Európában.

## Alakja szépirodalomban, játékfilmben, emlékezete
- Id. Alexandre Dumas: A három testőr c. romantikus regényének fontos szereplője, bár igazságtalanul sötét lelkű intrikusnak ábrázolja.
- A regényből készült különböző játékfilmekben, amelyek 1939-től napjainkig folyamatosan készülnek, a forgatás korára jellemző ízlésnek és közönségigénynek megfelelő, változatos stílusban és szellemben. Lásd: A három testőr (film).
- Robert Merle: Francia história c. regénysorozatának 8. kötetében szintén feltűnik, a 9. kötettől kezdve a regényfolyam állandó szereplője. Merle egyházi emberként, politikusként ábrázolja Richelieu-t, sokkal reálisabb módon, mint Dumas.

Az 1930-as években építeni kezdett Richelieu osztály csatahajóinak (Richelieu, Jean Bart) első egységét a bíborosról nevezték el. Máig a legnagyobb méretű francia hadihajóknak számítanak.
Richelieu bíboros portréja szerepelt az 1955-től 1960-ig kibocsátott 1000 frankos elő- és hátoldalán, valamint 1960 és 1963 között az ezres áttervezésével létrehozott, valutareform utáni 10 új frankos bankjegyen.

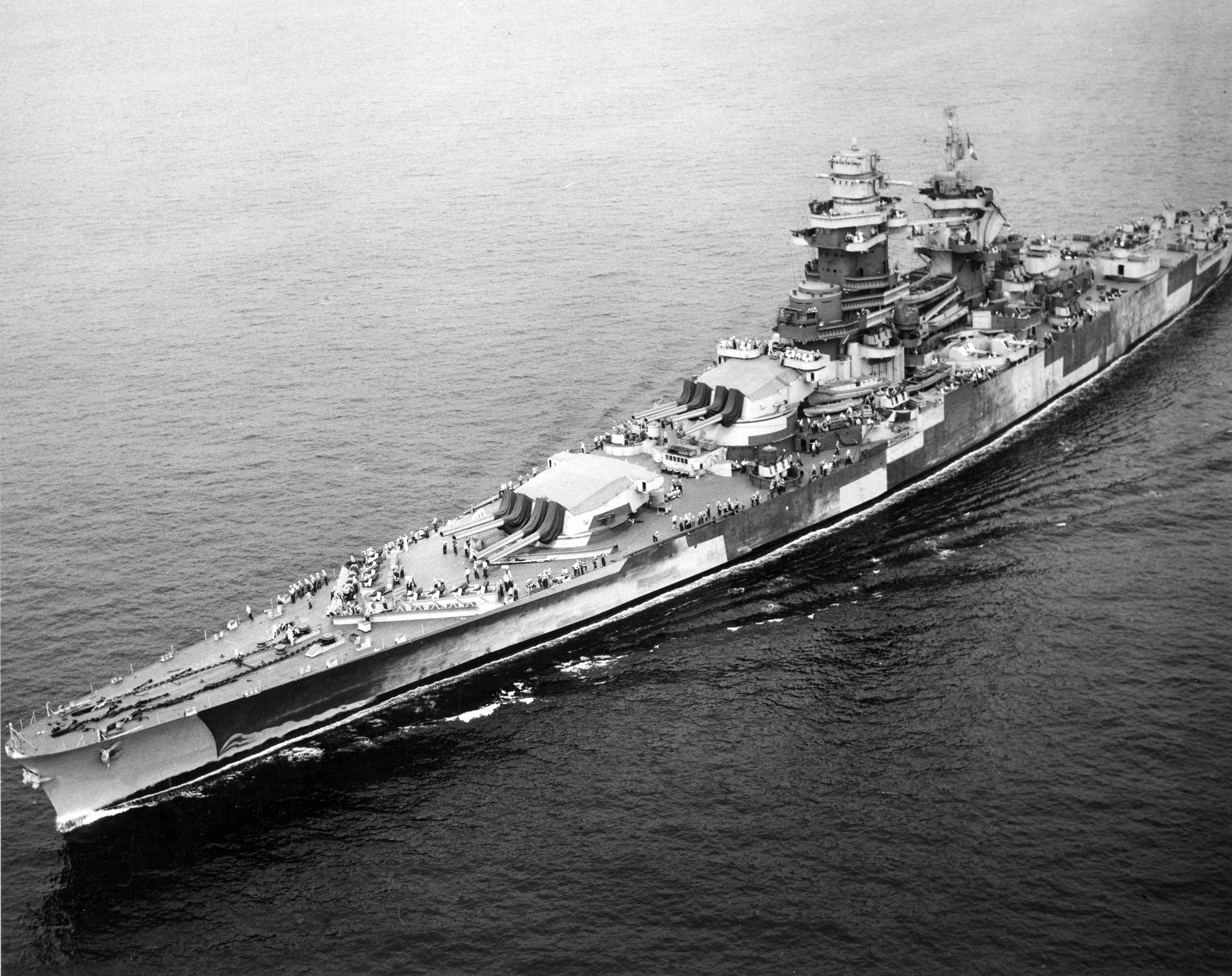
Minden idők eddigi legnagyobb méretű francia hadihajója, a Richelieu csatahajó 1943-ban
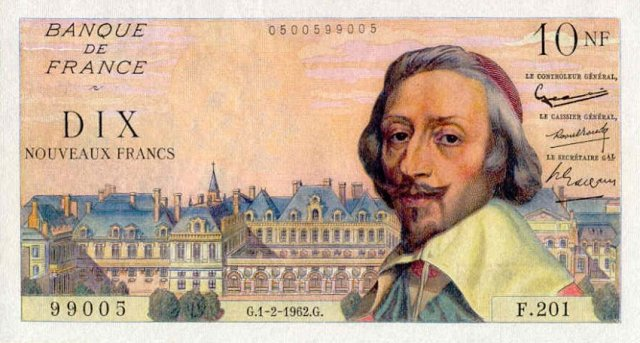
Francia 10 új frankos bankjegy Richelieu portréjával. A típust 1960 és 1963 között bocsátották ki. Valós mérete 150 × 80 mm

## Művei magyarul
- Richelieu herczeg emlékiratai. Francia korrajz a múlt századból; ford. Benedek Lajos; Stein, Kolozsvár, 1877